# Apteryoperla tillyardi
Apteryoperla tillyardi är en bäcksländeart som beskrevs av Mclellan 1977. Apteryoperla tillyardi ingår i släktet Apteryoperla och familjen Gripopterygidae. Inga underarter finns listade i Catalogue of Life.